# 先天功
先天功為金庸武俠小說中最絕頂的武功之一，當初「中神通」王重陽便憑著先天功技壓羣雄，在第一次華山論劍中，王重陽技壓桃花島島主黃藥師、白駝山莊莊主歐陽鋒、大理皇爺段智興，丐幫幫主「九指神丐」洪七公，奪得「天下武功第一」的稱號，搶到武林奇書《九陰真經》。後期王重陽曾以「先天功」與段智興交換「一陽指」武學。

## 概述
由左聖南極南嶽真人左仙太虛真人赤松子創出，修煉至極處可返後天為先天，無為而作，奪天地之精華，能吸取天地自然的力量，聚先天三寶元氣、元神、元精合於一身，煉虛合道，無窮無盡，激發出無窮無盡的潛能。
在金庸最初的創作中，先天功是「南帝」段智興的絕學，而王重陽的絕學卻是一陽指。金庸後來創作《天龍八部》，將一陽指改成大理段氏武學。因此，金庸在修訂《射鵰英雄傳》、《神鵰俠侶》、《倚天屠龍記》、《天龍八部》四部小說時，為了能夠前後呼應，互相對照，特意將王重陽與段智興的絕技交換，曾打敗歐陽鋒的王重陽傳之以法，將先天功以一陽指使出，以剋制蛤蟆功，以免造成段智興在第一次華山論劍時，身負能夠克制「西毒」歐陽鋒的武功卻只是與西毒戰成平手的古怪結果。
王重陽徒弟全真七子跟師弟周伯通均未獲得傳授，僅與南帝段智興交換過一陽指，用意是要南帝擁有剋制西毒歐陽鋒之能。先天功配合一陽指除了可以完全對付歐陽鋒外，也可以治療沉重的內傷。